# 567年
| 千纪： | 1千纪 |
| 世纪： | 5世纪 \| 6世纪 \| 7世纪                                                                                          |
| 年代： | 530年代 \| 540年代 \| 550年代 \| 560年代 \| 570年代 \| 580年代 \| 590年代                                        |
| 年份： | 562年 \| 563年 \| 564年 \| 565年 \| 566年 \| 567年 \| 568年 \| 569年 \| 570年 \| 571年 \| 572年                  |
| 纪年： | 丁亥年（猪年）；高昌延昌七年；北齊天统三年；西梁天保六年；南朝陳天康二年、光大元年；北周天和二年；新罗開國十七年 |

## 大事记
- 還俗沙門改宗道教的衛元嵩上書北周武帝請刪寺減僧。

## 出生
- 蕭皇后(又稱煬愍皇后)

## 逝世
- 韓子高
- 8月2日——斛律金，南北朝時期北魏、東魏和北齊名將。